# Юрченко Євген Валерійович
Євген Валерійович Юрченко — президент Всеросійської федерації легкої атлетики (ВФЛА) (з 28 лютого 2020).

## Біографія
Народився 14 травня 1968 року в Воронежі . У 1987 році призваний в прикордонні війська. Службу проходив в Афганістані, брав участь в бойових діях, був поранений.
Закінчив Воронезький державний університет. У 2002—2005 роках працював заступником генерального директора державного холдингу «Связьинвест».
У 2005—2007 роках був заступником генерального директора в ВАТ «Комстар — Об'єднані телесистеми».
У 2005 році захистив кандидатську дисертацію, а в 2009 році — докторську. Працював керуючим тамбовським відділенням Центрально-Чорноземного банку Ощадбанку Росії з 2007 по 2009 рік.
У 2009—2010 роках — генеральний директор корпорації «Связьинвест». При ньому була розроблена і затверджена концепція реорганізації холдингу, що передбачала консолідацію його «дочок» на базі «Ростелекома» .
Президент керуючої компанії «Фінансові активи» в 2011—2018 роках.
У 2011 році на аукціоні Sotheby's за 2,88 млн доларів Юрченко викупив і повернув до Росії капсули радянського космічного корабля «Восток 3КА-2», на якому за кілька тижнів до польоту Юрія Гагаріна поверталися на Землю собака Зірочка і манекен Іван Іванович .
З червня 2016 року є членом ради директорів ПАТ «Об'єднана авіабудівна корпорація».
З 2 квітня 2018 року по 8 жовтня 2018 року — тимчасово виконував обов'язки заступника губернатора Воронезької області.
На виборній конференції Всеросійської федерації легкої атлетики 28 лютого 2020 року Євген Юрченко обраний новим президентом ВФЛА. Він був єдиним кандидатом на цю посаду. За нього проголосували 53 делегати, 7 висловилися проти, 3 утрималися.
Через 4 місяці, 13 липня 2020 року Євген Юрченко заявив, що покидає пост президента Всеросійської федерації легкої атлетики .
11 червня 2021 роки зважився взяти на себе відповідальність за вирішення проблем з ЗАТ «ВнешТоргСервіс», стаючи інвестором ДНР і ЛНР .